# 김선호 (바둑 기사)
김선호(金善浩, 1984년 5월 23일 ~ )는 대한민국의 바둑 기사이다.

## 약력
전라남도 여수 출신으로 광주 빛고을 바둑학원에서 바둑을 공부했다. 1999년 제1회 이창호배 전국바둑선수권전 성인부 8강에 올랐으며, 2001년 윤재웅에 이어 두번째로 지역본부 입단 형식으로 입단했다. 2003년 제14기 비씨카드배 신인왕전 본선에 진출했으며, 2007년 2단을 거쳐 2014년 3단으로 승단했다. 2014년 영화 《신의 한 수》, 2025년 영화 《승부》에서 바둑 감독을 맡았다.